# Hannes Kolehmainen
Juho Pietari „Hannes“ Kolehmainen [ˈhɑnːɛs ˈkɔlɛhmɑi̯nɛn]  (eigentlich Johan Petteri Kolehmainen, * 9. Dezember 1889 in Kuopio; † 11. Januar 1966 in Helsinki) war ein finnischer Langstreckenläufer. Er war der erste einer ganzen Generation von finnischen Spitzenläufern und trug den Spitznamen Fliegender Finne. Kolehmainen entstammt einer sportlichen Familie. Seine Brüder Willy und Tatu waren ebenfalls starke Langstreckenläufer, die als Berufsläufer in den USA ihr Geld verdienten. Durch deren Training wurde Hannes stark beeinflusst.

## Leben
Hannes Kolehmainen war 1912 mit drei Gold- und einer Silbermedaille einer der erfolgreichsten Athleten der Olympischen Spiele 1912 in Stockholm. Die herausragendste Leistung erzielte Kolehmainen dabei im 5000-Meter-Lauf. Dort lieferte er sich mit dem Franzosen Jean Bouin einen spannenden Kampf. Nachdem beide fast während des gesamten Rennens gemeinsam an der Spitze des Feldes gelegen hatte, hängte Kolehmainen seinen Konkurrenten auf den letzten Metern ab und gewann in der neuen Weltrekordzeit von 14:36,6 min. Auch über 10.000 Meter und im Geländelauf über 12.000 Meter siegte Kolehmainen. Zusätzlich errang er mit dem finnischen Team, in dem neben ihm Jalmari Eskola und Albin Stenroos antraten, in der Mannschaftswertung des Geländelaufs die Silbermedaille. Mit dem Sieg über Bouin setzte sich das spezifische Langstreckentraining durch, denn Bouin hatte nach George Hebert neben der Ausdauer auch sehr viel allgemeine Athletik betrieben, während Kolehmainen deutlich mehr und in Renngeschwindigkeit trainierte.
Obwohl Finnland mit einem eigenen Team gestartet war, bildete es damals noch einen Teil Russlands, weshalb bei der Siegerzeremonie auch die russische Flagge gehisst wurde. Kolehmainen wird zitiert, er hätte sich in diesem Moment „beinahe gewünscht, nicht gewonnen zu haben“.

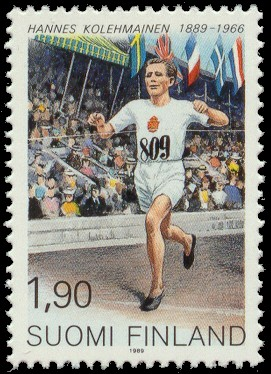
Finnische Briefmarke von 1989 zum 100. Geburtstag Kolehmainens

Kolehmainens sportliche Karriere wurde durch den Ersten Weltkrieg unterbrochen. Er blieb jedoch speziell auf den Langstrecken einer der stärksten Läufer der Welt. Bei den Olympischen Spielen 1920 in Antwerpen, den ersten nach Kriegsende, gewann Kolehmainen im Marathonlauf seine vierte olympische Goldmedaille.
Auch bei den Olympischen Spielen 1924 in Paris nahm Kolehmainen am Marathon teil, beendete das Rennen aber nicht. Zu jener Zeit hatte er bereits in Paavo Nurmi einen würdigen Nachfolger aus dem eigenen Land gefunden.
Als die Olympischen Spiele 1952 in ihrem Heimatland veranstaltet wurden, lud man den 62-jährigen Kolehmainen und Nurmi ein, zusammen das olympische Feuer zu entzünden. 14 Jahre nach den Spielen von Helsinki starb Kolehmainen im Alter von 76 Jahren.

## Auszeichnungen
- 2013: Aufnahme in die IAAF Hall of Fame
- Nach ihm ist der Kolehmainenweg im Münchner Olympiapark benannt.